# Bonviller
 Bonviller  es una población y comuna francesa, en la región de Lorena, departamento de Meurthe y Mosela, en el distrito de Lunéville y cantón de Lunéville-Nord.

## Demografía
| 162 | 149 | 152 | 155 | 165 | 173 |
| Para los censos de 1962 a 1999 la población legal corresponde a la población sin duplicidades (Fuente: INSEE [Consultar]) |     |     |     |     |     |